# Asteriornis maastrichtensis
Asteriornis maastrichtensis (лат.) — вид вымерших птиц, близко родственный надотряду Galloanserae, единственный в роде Asteriornis. Его окаменелые остатки найдены в верхнемеловых отложениях Бельгии. Таксон описан группой учёных под руководством Дэниела Филда в 2020 году.

## Открытие и название
Ископаемые остатки птицы были найдены в Бельгии, в районе Льежа, внутри нескольких кусков окаменелых морских отложений, в стратиграфическом горизонте Валькенбург (Маастрихтская формация), который датируют возрастом 66,8—66,7 миллиона лет. Голотипом является NHMM 2013 008 — почти полный сочленённый череп с нижней челюстью и элементы конечностей, сохранившиеся в 4 каменных блоках. В 2020 году группа учёных из Кембриджского университета под руководством Дэниела Филда назвала и описала новый вид Asteriornis maastrichtensis в статье, вышедшей в журнале Nature.
Название рода образовано от имени древнегреческой богини падающих звёзд Астерии, превратившейся в перепёлку (отсылка на астероид, с которым связано мел-палеогеновое вымирание, а также на родство вида с надотрядом Galloanserae) с добавлением др.-греч. ὄρνις — «птица». Видовое название образовано от названия Маастрихтской формации, где были найдены ископаемые остатки.

## Систематика
Авторы описания исследовали филогенетическое положение Asteriornis с использованием модифицированной матрицы данных из 39 таксонов и 297 отличительных черт. Учёные добавили недавно описанный род Protodontopteryx, а также несколько описанных ранее, таких, как Anatalavis, Presbyornis и Conflicto, и нашли Asteriornis близко родственным последнему общему предку группы Galloanserae, для которой он является сестринским таксоном.

## Описание
Asteriornis maastrichtensis был некрупной птицей с оценочной массой тела около 400 граммов. Большинство основных компонентов черепа сохранились в исходном анатомическом положении. Общий вид предчелюстной кости напоминает таковую у современных курообразных, особенно его слегка изогнутый кончик и тонкое строение без окостеневших швов между компонентами рострума. Кончик клюва не загнут, что отличает Asteriornis от большинства представителей группы Galloanserae. Череп не имеет отчётливого носо-лобного сочленения. Таким образом, архитектура этого региона более похожа на таковую у курообразных, чем у гусеобразных. Лобные кости сужены на уровне средней части глазницы, из-за чего крышка черепа имеет форму песочных часов с очень широкими ростральным и затылочным концами.
Как и у всех Galloanserae, нижняя челюсть Asteriornis содержит 2 мыщелка для сочленения с квадратной костью черепа и лезвиеподобным ретроартикулярным отростком. Этот отросток сильно загнут, и его форма и пропорции имеют сильное сходство с таковым у Anatalavis oxfordi. Хорошо сохранился дистальный край левой бедренной кости.

## Значение
Открытие Asteriornis может пролить свет на вопрос, почему птицы были единственными родственниками динозавров, пережившими массовое мел-палеогеновое вымирание. Сосуществование птиц современного типа, таких, как Asteriornis, с более архаичными, ихтиорнисоподобными птицами, подразумевает, что конкуренция не была основным фактором вымирания архаичных птиц, которые во многих отношениях напоминали птиц современных, но вымерли одновременно с другими не-птичьими динозаврами. Небольшие размеры, наземный образ жизни и всеядность были названы в качестве экологических преимуществ, которыми обладали ранние птицы, и которые позволили им выжить и диверсифицироваться после глобального вымирания. Asteriornis соответствовал всем этим качествам, указывая на оправданность такого рода предположений.
Тем не менее, открытие Asteriornis также свидетельствует против гипотезы, согласно которой современные птицы произошли из южных континентов. Эта гипотеза подтверждалась наблюдением за современным видоразнообразием и открытием Vegavis (возможной птицы современного типа из Антарктиды). Однако, присутствие Asteriornis в Европе предполагает, что современные птицы, возможно, были широко распространены на северных континентах в своей ранней эволюции.